# Il faut que je m'en aille
Il faut que je m'en aille ou Les Retrouvailles est une chanson française interprétée, écrite et composée par  Graeme Allwright en 1966. Elle figure dans son album Joue, joue, joue.
C'est l'un des titres les plus connus de son auteur.
La chanson est traditionnellement reprise dans le mouvement scout pour les veillées de fin de camp.